# Namaquanthus
Namaquanthus é um género botânico pertencente à família Aizoaceae.
1. ↑  «Namaquanthus — World Flora Online». www.worldfloraonline.org. Consultado em 19 de agosto de 2020